# Épisodes de Sam Cade
 (mars 2017).
Si vous disposez d'ouvrages ou d'articles de référence ou si vous connaissez des sites web de qualité traitant du thème abordé ici, merci de compléter l'article en donnant les références utiles à sa vérifiabilité et en les liant à la section « Notes et références ».
Cet article présente les vingt-quatre épisodes de la série télévisée américaine Sam Cade (Cade's County).

## Distribution

### Acteurs principaux
- Glenn Ford (VF : Roland Ménard) : Le shérif Sam Cade
- Edgar Buchanan : J.J. Jackson
- Taylor Lacher : Arlo Pritchard
- Victor Campos : Rudy Davillo

### Acteurs récurrents
- Sandra Ego : Joannie Little Bird
- Peter Ford : Pete
- Betty Ann Carr : Betty Ann Sundown
- Barney Phillips : Docteur Ganby
- Mike Road : Procureur Jack Forbes

## Épisodes

### Épisode 1:Le Retour
- États-Unis : 19 septembre 1971 sur CBS
- France : 27 octobre 1972 sur la première chaîne de l'ORTF

- Darren McGavin (Courtney Vernon)
- Richard Anders (Larry Greer)
- H.M. Wynant (Charlie Morell)
- Ralph James (Vic)
- Jean Fowler (Marian Greer)
- Sandra Ego (Joannie Little Bird)
- Peter Ford (Pete)
- Loretta Swit (Ginny Lomax)
- Myron Healey (Lieutenant de police)

### Épisode 2:La Conspiration du silence
- États-Unis : 26 septembre 1971 sur CBS
- France : 2 avril 1977 sur TF1

- Will Geer (Hurley Gaines)
- Flora Plumb (Luanne Kingman)
- Alan Vint (Jimmie-John Kingman)
- Dick Peabody (Junior Quarle)
- Raymond Guth (Ansel Day)
- Arthur Space (Docteur Gregg)
- Lucille Benson (Maybelle)
- Roland La Starza (Lon)
- Sandra Ego (Joannie Little Bird)
- John McLiam (Howard Kingman)
- Pippa Scott (Jenny Gregg)

### Épisode 3:Les Coffres-forts
- États-Unis : 3 octobre 1971 sur CBS
- France : 28 septembre 1972 sur la première chaîne de l'ORTF

- Martin Sheen (Freddie)
- Laraine Stephens (Allison Burton)
- Elaine Giftos (Eleanor Jameson)
- Dennis Fimple (Phil)
- Geoffrey Lewis (Roederer)
- Mike Delano (Tony)
- James Sikking (Harold Hopkins)
- Timothy Brown (Stan)
- Dal Jenkins (Tom)
- Nora Marlowe (Miss Glaskill)
- James T. Callahan (Llewellyn Burton)

### Épisode 4:Chassé-croisé
- États-Unis : 10 octobre 1971 sur CBS
- France : date non communiquée, Série Club, années 90.

- James Gregory (Taylor Hargutt)
- Rodolfo Acosta (Nacho Gutierrez)
- Linda Dangcil (Felice Sanchez)
- Richard Yniguez (Esteban Sanchez)
- Timothy Scott (Travis Spencer)
- Bert Santos (Carlos Sanchez)
- Sandra Ego (Joannie Little Bird)
- Margaret Markov (Anita Dru)
- Mike Stokey (Pete Kanab)
- Richard Rust (Coley Baker)
- Simon Scott (Owen Rauth)

### Épisode 5:L'Exécution
- États-Unis : 24 octobre 1971 sur CBS
- France : Date non communiquée, Série Club, années 90

- William Windom (Frank Leonard)
- John Anderson (Colonel Street)
- Betty Ann Carr (Betty Ann Sundown)
- Tony Perez (Docteur Pablo Carrillo)
- Calvin Chrane (Buckley)
- Susan Adams (Marie)
- John Calvin (Jody Ray Baker)
- Ann Whitsett (Opal Vincent)
- Pat Harrington, Jr. (Eddie Collins)

### Épisode 7:Contrat avec le Diable
- États-Unis : 7 novembre 1971 sur CBS
- France : 20 octobre 1972 sur la première chaîne de l'ORTF

- William Shatner (Jack Pilgrim)
- Mariette Hartley (Frances Pilgrim)
- Eric Christmas (Aaron Rosgard)
- Dan Ferrone (Floyd Chatterton)
- Norman Alden (Daniels)
- John Zaremba (Colonel Shortland)
- Dran Hamilton (La secrétaire)
- Lee J. Casey (Dinasio)

### Épisode 8:Les Voleurs de chevaux
- États-Unis : 14 novembre 1971 sur CBS
- France : 12 octobre 1972 sur la première chaîne de l'ORTF

- George Maharis (Deck Minty)
- Charles Dierkop (Happy Tillotson)
- John Quade (Frank Mueller)
- Jack Starrett (Wilbur Bain)
- Brendon Boone (Kevin Wallach)
- Julian Rivero (Papa Segovia)
- Betty Ann Carr (Betty Ann  Sundown)
- Peter Ford (Pete)
- Gordon Jump (John Kilroy)
- Barney Phillips (Docteur Ganby)
- Brenda Scott (Ilona Wallach)

### Épisode 9:Un policier disparaît
- États-Unis : 21 novembre 1971 sur CBS
- France : 24 novembre 1972 sur la première chaîne de l'ORTF

- L. Q. Jones (Grover Curtis)
- Dane Clark (Lieutenant John Gifford)
- Charlotte Stewart (Sheila Curtis)
- Richard Arlen (Dave Bliss)
- Dub Taylor (Oscar Shaw)
- Jason Wingreen (Sergent Egan)
- Lee Weaver (Kenneth Ringwald)
- Irene Tsu (Mimi Drake)
- Burr DeBenning (Bob Curtis)

### Épisode 10:Incarnation d'un tueur
- États-Unis : 28 novembre 1971 sur CBS
- France : 15 décembre 1972 sur la première chaîne de l'ORTF

- Bobby Darin (Billy Dobbs)
- Linda Cristal (Celsa Dobbs)
- Richard Kelton (Paul Jeffries)
- David Doyle (Docteur Geis)
- Leif Garrett (Gabriel Dobbs)
- Warren J. Kemmerling (Owen McCann)
- Peter Ford (Pete)

### Épisode 11:Requiem pour Miss Madrid
- États-Unis : 12 décembre 1971 sur CBS
- France : 5 octobre 1972 sur la première chaîne de l'ORTF

- Broderick Crawford (Wes Novak)
- John Payne (Clement Stark)
- Johnny Crawford (Billy Don Bucknell)
- Charles Robinson (Dick Haskell)
- Virginia Paris (Bernice Esposito)
- Jerry Daniels (Docteur Pablo Ramirez)
- Peter Ford (Pete)
- Roberta Collins (Karen Malloy)
- Jimmy Lydon (Dane Hoffman)
- E. J. Peaker (Gerri Randell)

### Épisode 12:L'Étranger
- États-Unis : 19 décembre 1971 sur CBS
- France : Date non communiquée, Série Club, années 90

- Forrest Tucker (Ward Farrell)
- Heidi Vaughn (Heather Farrell)
- Fred Sadoff (Joe Bishara)
- Al Alu (Munir Kharif)
- Sandra Ego (Joannie Little Bird)
- Betty Ann Carr (Irène)
- Mike Road (Procureur Jack Forbes)
- Katherine Cannon (Christy Griswold)

### Épisode 13:Le Piège
- États-Unis : 9 janvier 1972 sur CBS
- France : 10 novembre 1972 sur la première chaîne de l'ORTF

- Anthony Zerbe (Maurey Benedict)
- Lonny Chapman (Lucas Kettenbach)
- Betty Ann Carr (Betty Ann Sundown)
- Peter Ford (Pete)
- Barney Phillips (Docteur Ganby)
- Richard Eastham (Rafaelson)
- John Gruber (Foyle)
- Milt Kamen (Al Stone)

### Épisode 14:Une mort sans importance
- États-Unis : 16 janvier 1972 sur CBS
- France : 3 novembre 1972 sur la première chaîne de l'ORTF

- David Wayne (Harley)
- William Smithers (William Courtney)
- Michael Baseleon (Max Galt)
- Mike Road (Procureur Jack Forbes)
- Peter Ford (Pete)
- Betty Ann Carr (Betty Ann Sundown)
- Al Checco (Merle)
- S. John Launer (Docteur Strick)
- James McCallion (Wilbur)
- Sandy McPeak (Joe Willis)
- Sid Grossfeld (Bryce Ackerman)

### Épisode 15:Le Fils préféré
- États-Unis : 23 janvier 1972 sur CBS
- France : 1er décembre 1972 sur la première chaîne de l'ORTF

- Christopher Stone (Jess Pritchard)
- Edmond O'Brien (Clint Pritchard)
- Michael Pataki (Ward Cramer)
- Cheryl Miller (Alana Meredith)
- Ted Gehring (Wiley Hughes)
- Peter Ford (Pete)
- Betty Ann Carr (Betty Ann Sundown)
- Frank Maxwell (Walt Meredith)
- Elliott Street (Johnny Cramer)

### Épisode 16:Double Meurtre (1repartie)
- États-Unis : 30 janvier 1972 sur CBS
- France : 26 février 1977 sur TF1

- Tony Bill (Willie Ball)
- John Schuck (Luke Edwards)
- Gerald S. O'Loughlin (Ed Kaproksi)
- Mark Jenkins (George Traven)
- Dehl Berti (David Aguilas)
- Anne Seymour (Juge Tanner)
- Bernie Casey (Patrick)
- Betty Ann Carr (Betty Ann Sundown)
- Peter Ford (Pete)
- Harry Lauter (Ben Houghton)
- Mario Machado (Al)
- Sam Chew (Stephen Evans)
- Pedro Regas (Neh-esh-zhay)
- Jill Banner (Melanie)
- Douglas Fowley (Obie Benteen)
- Leslie Parrish (Jana Gantry)

### Épisode 17:Double Meurtre (2epartie)
- États-Unis : 6 février 1972 sur CBS
- France : 5 mars 1977 sur TF1

- Tony Bill (Willie Ball)
- John Schuck (Luke Edwards)
- Gerald S. O'Loughlin (Ed Kaproksi)
- Mark Jenkins (George Traven)
- Dehl Berti (David Aguilas)
- Anne Seymour (Juge Tanner)
- Bernie Casey (Patrick)
- Betty Ann Carr (Betty Ann Sundown)
- Peter Ford (Pete)
- Harry Lauter (Ben Houghton)
- Mario Machado (Al)
- Sam Chew (Stephen Evans)
- Pedro Regas (Neh-esh-zhay)
- Jill Banner (Melanie)
- Douglas Fowley (Obie Benteen)
- Leslie Parrish (Jana Gantry)

### Épisode 18:L'Adieu au passé
- États-Unis : 13 février 1972 sur CBS
- France : 10 février 1973 sur la première chaîne de l'ORTF

- Simon Oakland (Roger Phillips)
- Steve Ihnat (Jason Benedict)
- Michael C. Gwynne (Jack)
- Peter Ford (Pete)
- Betty Ann Carr (Betty Ann Sundown)
- Ken Sansom (Randell Newcomb)
- William Wintersole (Corey Walters)
- William Paterson (Perry Miller)
- Jan Merlin (Rennie Lassiter)
- Woodrow Parfrey (Oliver See)
- Don Dubbins (Garr Bryan)
- Bridget Hanley (Ellie Benedict)

### Épisode 19:L'Infernal
- États-Unis : 27 février 1972 sur CBS
- France : 8 décembre 1972 sur la première chaîne de l'ORTF

- Scott Marlowe (Leo Rand)
- Jeanette Nolan (Olive Rand)
- Kathie Browne (Amanda Gunnarson)
- Bart La Rue (Paul Sawyer)
- Peter Ford (Pete)
- Tracy Bogart (Beth)
- Shelly Novack (Earl Grimes)
- Lou Antonio (Frank Cameron)

### Épisode 20:L'Enlèvement
- États-Unis : 5 mars 1972 sur CBS
- France : Date non communiquée, Série Club, années 90

- Jack Carter (Bennie Mitchell)
- Kathryn Hays (Helen Derman)
- Russ Tamblyn (Brewster)
- Tom Falk (Grant)
- Betty Ann Carr (Betty Ann Sundown)
- Pete Ford (Pete)
- Lorie Busk (Martha Derman)
- Robert F. Hoy (Sergent Blane)
- Suzanne Roth (Carole Jenks)
- Troy Melton (Sims)
- Harry Townes (Phil McGiver)

### Épisode 21:Jessie
- États-Unis : 12 mars 1972 sur CBS
- France : 17 novembre 1972 sur la première chaîne de l'ORTF

- Bobby Sherman (Nicky Braddock)
- Fredd Wayne (Mark Walters)
- Barbara Rush (Jessie Braddock)
- Peter Ford (Pete)
- Betty Ann Carr (Betty Ann Sundown)
- William Bryant (Phil Torre)
- Robert Patten (Fred Irons)
- Kenneth Tobey (Arnold Lowell)
- Harold J. Stone (Tom Braddock)
- Bill Hayes (Paul Ross)
- Bill Shannon (Benny Lucas)

### Épisode 22:Le Faux Tableau
- États-Unis : 19 mars 1972 sur CBS
- France : 19 mars 1977 sur TF1

- O. J. Simpson (Jeff Hughes)
- Rosemary Forsyth (Gail Hyland)
- George Murdock (Vic Winters)
- Joe Turkel (Joe Pitts)
- Rayford Barnes (Carl Devore)
- Betty Ann Carr (Betty Ann Sundown)
- Peter Ford (Pete)
- William Hansen (Barney)
- Don Porter (Martin Russell)

### Épisode 23:La Cible
- États-Unis : 26 mars 1972 sur CBS
- France : 12 mars 1977 sur TF1

- Edward Asner (Nick Grainger)
- Shelley Fabares (Stephanie Grainger)
- Ed Flanders (Ben Crawford)
- Felice Orlandi (Eddie Pine)
- William Bassett (Howard Tanner)
- Larry Casey (Merle Green)
- Philip Kenneally (Harry)
- Anne Randall (Carla Ardmore)
- Betty Ann Carr (Betty Ann Sundown)
- Peter Ford (Pete)
- Gene Lebell (Wally)
- Eddie Firestone (Hassett)

### Épisode 24:Le Témoin
- États-Unis : 2 avril 1972 sur CBS
- France : 26 mars 1977 sur TF1

- Chief Dan George (Taxkahe)
- Eric Braeden (Karl Verboeck)
- Betty Ann Carr (Betty Ann Sundown)
- Stewart Moss (Jarvis)
- Barney Phillips (Docteur Ganby)
- Peter Ford (Pete)